# 玻璃梭鱸
玻璃梭鱸為輻鰭魚綱鱸形目鱸亞目河鱸科的其中一種，分布於加拿大、美國北極圈、聖羅倫斯河、五大湖、密西西比河等流域，體長可達107公分，棲息在水質較為混濁的湖泊、溪流、水塘，夜行性，屬肉食性，以魚類、青蛙、甲殼類、蝸牛、昆蟲等為食，可做為食用魚、遊釣魚及觀賞魚。